# Puya harmsii
Puya harmsii är en gräsväxtart som först beskrevs av Alberto Castellanos, och fick sitt nu gällande namn av Alberto Castellanos. Puya harmsii ingår i släktet Puya och familjen Bromeliaceae. Inga underarter finns listade i Catalogue of Life.